# Destilerías Arehucas
Destilerías Arehucas, S. A., es una industria canaria y centenaria dedicada a la elaboración de una extensa gama de licores, destacando por su ron, Ron Arehucas, considerado como el mejor ron español, en especial en sus variantes de blanco (Carta Blanca) y dorado (Carta Oro), liderando el mercado de ventas del Archipiélgo Canario desde hace más de 50 años. Se encuentra situada en la isla de Gran Canaria, en el municipio de Arucas, del que toma nombre.

## Historia
La destilería fue fundada el 9 de agosto de 1884 con el nombre de La Fábrica de San Pedro, por Alfonso Gourié Álvarez, comenzando a producir la primera zafra azucarera el 23 de febrero de 1885. Desde sus inicios su producción tuvo una enorme aceptación, recibiendo innumerables premios por su calidad, concediéndole en 1892 la Reina Regente María Cristina de Austria el Título de Proveedor Oficial de la Casa Real Española.
Pero no es hasta 1940 cuando comienza a popularizarse su famoso ron, el Ron Arehucas. Tras un parón de veinte años, la fábrica retoma su actividad de la mano de Alfredo Martín Reyes.
En 1965 pasa a denominarse Destilería Arehucas.
En la actualidad factura en torno a los 30 millones de euros y exporta a varios países, exportando hasta 54.000 litros, entre ellos a China desde el año 2008. Y a Estados Unidos desde 2011.
El último balance presentado en el registro es del año 2011 y refleja un rango de ventas "Entre 6 y 30 millones €" y un tamaño por empleados "Entre 25 y 50". Por su facturación se sitúa entre las 75 principales empresas de la provincia de Las Palmas y entre las 6000 primeras en el conjunto de las empresas de España.